# Hudiksvalls län

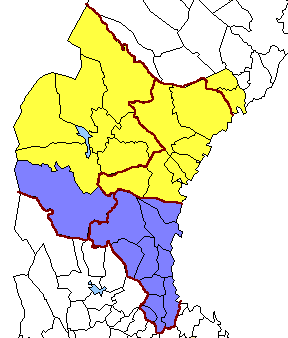
Västernorrland förr. Både gult och blått var Västernorrlands län, innan man delade upp det i Gävleborgs län (blått) och Västernorrlands län (gult). När Jämtlands län grundades fick det även Härjedalen. Dagens länsgränser kan ses i rött.

Hudiksvalls län var ett län i Sverige under perioden 6 september 1645–13 mars 1654. Det bildades ur Västernorrlands län, hade Hudiksvall som residensstad och bestod av Gästrikland, Hälsingland och Härjedalen. År 1654 slogs det återigen ihop med Härnösands län till Västernorrlands län.
Namnet Hudiksvalls län har även använts om Västernorrlands län under den period då Hudiksvall var residensstad (1634–45).

### Fotnoter
1. ↑  - World Statesmen
2. 1 2  Edlund Lars-Erik, Frängsmyr Tore, red (1995). Norrländsk uppslagsbok: ett uppslagsverk på vetenskaplig grund om den norrländska regionen. Bd 3, [Lapp-Reens]. Umeå: Norrlands univ.-förl. sid. 253–255. Libris 1610873. ISBN 91-972484-1-X (inb.)